# Coccoloba pubescens
Espèce
Classification phylogénétique
Coccoloba pubescens (l’oreille d'éléphant) est une espèce de plantes à fleurs du genre Coccoloba et de la famille des Polygonaceae. C'est un arbre qui se rencontre aux Antilles et dans les îles des Caraïbes : Antigua, Bahamas, Barbade, Barbuda, République dominicaine, Hispaniola, Martinique, Montserrat, Saint-Vincent-et-les-Grenadines, Porto Rico,.

## Description
Cet arbre peut atteindre 24 m de hauteur dans son environnement naturel et 6 dm de diamètre avec une couronne ouverte formée de branches étirées. Ses feuilles d'un vert brillant sont orbiculaires, mesurant de 2,5 à  45 cm de diamètre et excédant rarement 9 dm. Elles sont plus pâles à l'envers avec des veines jaunâtres. Ses fleurs sont d'un blanc verdâtre disposées sur des épis verdâtres érigés de 6 dm de largeur. Ses fruits mesurent 2 cm de diamètre.

## Taxonomie
Cette plante a été décrite par Carl von Linné en 1759 dans Systema Naturae, Editio Decima 1007. 1759.
Synonymes
- Coccoloba antiguensis Sandwith
- Coccoloba bonfilsiana Stehlé & M.Stehlé
- Coccoloba grandifolia Jacq.
- Coccoloba rubescens L.
- Coccolobis antiguensis Sandwith
- Coccolobis pubescens (L.) Crantz[4]